# Luigi Riccoboni
Luigi Riccoboni (født 1677 eller et par år tidligere i Modena, død 5. december 1753 i Paris) var en italiensk forfatter.